# Bromsare

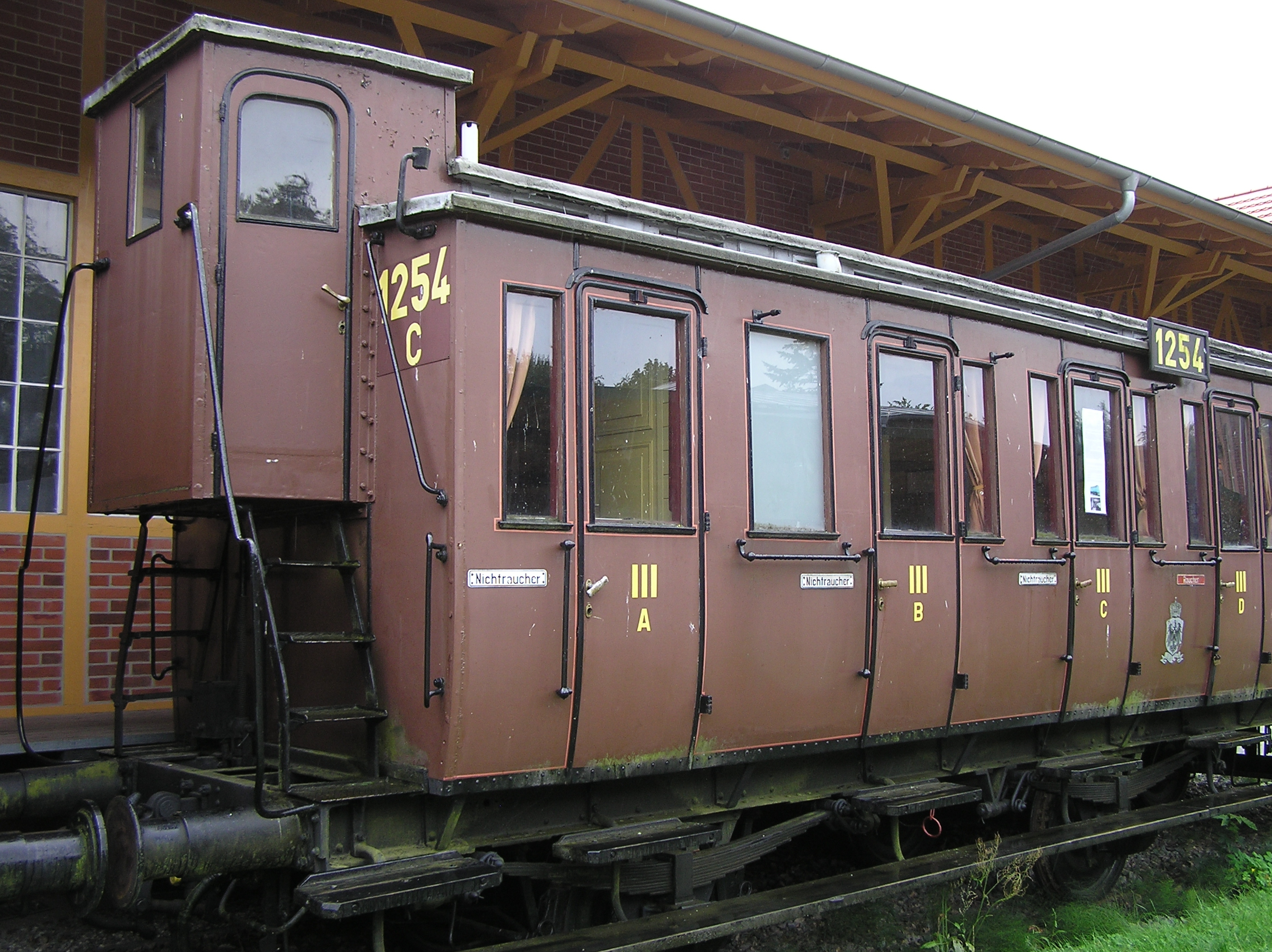
Bromsarhytt på preussisk passagerarvagn.

Bromsare är en järnvägsanställd, som åker på en bromsvagn i blandat tåg eller godståg och som hade till åliggande att sköta den på vagnen befintliga handbromsen.